# Vernaculaire architectuur
Vernaculaire architectuur,volksarchitectuur of traditionele architectuur, vaak aangeduid met de Engelse term vernacular architecture, omvat bouwwerken die niet door architecten zijn ontworpen. Vernaculaire architectuur biedt met lokaal beschikbare materialen en een vaak over langere tijd geëvolueerde, traditionele bouwtechnische kennis een antwoord op heel plaatselijke noden. Volgens schattingen is zo'n 90% van alle bouwwerken in de wereld 'vernaculair'. De term omvat alles van eenvoudige hutten tot doe-het-zelf verbouwingen van stedelijke woningen en is dus zeker niet voorbehouden aan 'primitieve', niet-westerse constructies. Een voorbeeld van vernaculaire architectuur in West-Europa, en misschien vooral in Vlaanderen, is de koterij van veranda's, garages, schuurtjes, duivenhokken en tuinhuisjes aan de achterkant van woonlinten. Bekend zijn ook de sloppenwijken en favela's uit de Derde wereld.
In landen met strenge regelgeving rond bouwen en wonen, is nogal wat vernaculaire architectuur niet in overeenstemming met de wet. Er wordt zonder de nodige vergunning gebouwd, of buiten de juiste bestemmingsgebieden.
Het begrip is verwant aan traditionele architectuur. Traditionele architectuur kan in tegenstelling tot vernaculaire architectuur wel gebruikmaken van elementen uit de formele bouwcultuur en kan bijvoorbeeld ook paleizen of tempels omvatten. Bovendien is niet alle vernaculaire architectuur traditioneel; er kan een onderscheid gemaakt worden tussen traditionele architectuur die strikt binnen de folklore van een bepaalde gemeenschap kadert, wat men in het Engels folk architecture noemt, en architectuur die geïnspireerd is door populaire cultuur en dus ook elementen van buiten de traditionele gemeenschap incorporeert, wat men in het Engels popular architecture zou kunnen noemen.